# Ольга Петі
Ольга Петі або Софі Балаховська-Петі (нар. 16 березня 1870 — 2 червня 1966) — французький юрист російського походження. Вона вважається першою жінкою, яка склала юридичну присягу у Франції. Вона також відома допомогою російським емігрантам, які оселилися в країні після Російської революції.

## Ранні роки
Ольга Петі народилася як Шейна Леа Балачовська 16 березня 1870 року в Корсуні (сучасний Корсунь-Шевченківський, Україна), Російська імперія, у родині Герца та Клари Балачовських. Її батько був промисловцем. Вона переїхала до Парижа, щоб вивчати право на юридичному факультеті паризького Університету Сорбонна. Там вона зупинилася у Зінаїди Венгерової, у Франції її називали Софі або іноді Сонею, але повне її ім'я було Ольга.
28 травня 1896 року Ольга Петі вийшла заміж за Жуля Вергіля Ежена Петі. Він також був юристом і політичним журналістом. Пара познайомилася на балу, організованому юридичною школою, яку також закінчив Жуль. В журналі вказано, що він був її однокурсником на юридичному факультеті. У той час її описували як молоду росіянку з Києва, яка познайомила його з російськими есерами.

## Юридична присяга
6 грудня 1900 року Петі склала юридичну присягу та стала кваліфікованим юристом. Їй було 30 років. Вона склала присягу перед першою палатою Апеляційного суду Парижа під головуванням Еміля Форішона. Повідомлялося, що суд був переповнений людьми, які хотіли стати свідками події, Петі супроводжував її чоловік. Цю віху в історії права Франції пов'язують із Законом № 1900—1201, оприлюдненим 1 грудня 1900 року, який дозволив жінкам з дипломом ліценціата з права складати юридичну присягу та займатися професійною діяльністю.

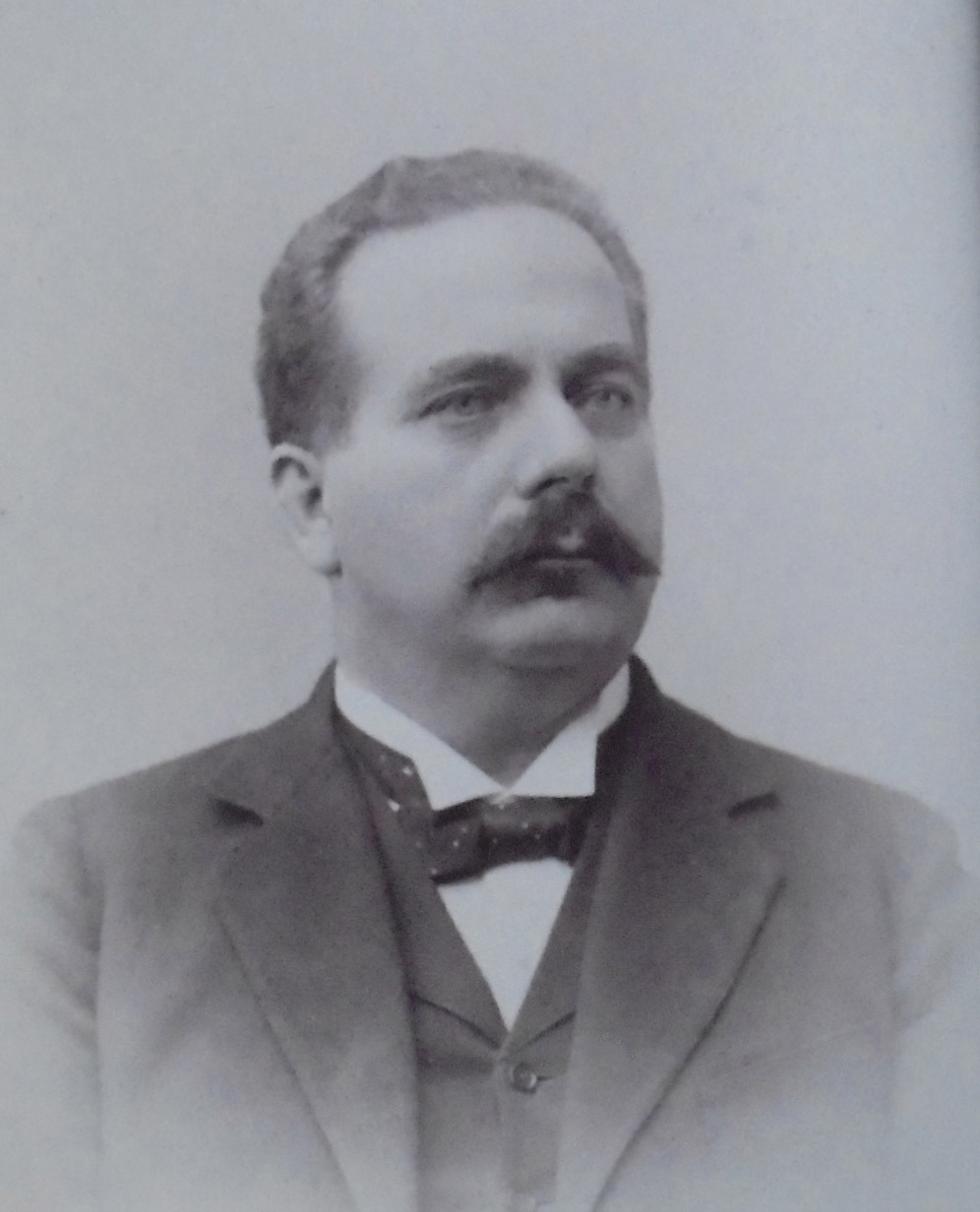
Батько Ольги Петі Герц Балаховський був українським промисловцем.

Виникла незначна суперечка щодо її вступу до колегії адвокатів. В одному записі зазначалося, що їй дозволили скласти присягу на кілька днів раніше Жанни Шовен, остання активно виступала за законодавчу ініціативу, яка закликала жінок займатися адвокатською практикою у Франції. Члени Паризької ради не захотіли, щоб Шовен стала першою жінкою-юристом у країні.

## Юридична діяльність
Петі здобула ступінь юриста, захистивши дисертацію «Закони та постанови в штатах, де не існує поділу законодавчої та виконавчої влади». Ця робота є історичним оглядом та аналізом законів і постанов у Франції та Англії до 1688 року. Хоча вона стала першою жінкою, яка склала юридичну присягу, вона була другою, хто подав клопотання, у справі, пов'язаній з підробленими корсетами. У кількох клопотаннях до Петі приєднався її чоловік, який також працював в офісі міністра в Міністерстві торгівлі, промисловості, пошти та телекомунікацій. 

### Російська революція
Після російської революції 1917 року Петі допомагала російським емігрантам переселятися до Франції. Як і її чоловік (якого пов'язували з правим крилом Соціалістичної партії, як-от Александр Мільєран і Альбер Тома), вона симпатизувала емігрантам, особливо тим, кого вважали соціалістами-революціонерами. Петі з чоловіком також зіграли важливу роль у культурному зближенні Франції та Росії. Петі сприяла інтеграції російської інтелігенції у французькі політичні, літературні та культурні кола. Вона влаштовувала бали та зустрічі, щоб познайомити їх з французьким суспільством. Наприклад, вона відіграла важливу роль у створенні сім'ї Зінаїди Гіппіус і Дмитра Мережковського в Парижі. Вона також допомагала філософу-екзистенціалісту Леву Шестову та його родині, а також Івану Буніну, який став першим росіянином, нагородженим Нобелівською премією з літератури. Шестов був особливо близький з Петі. Її брат Данило був одружений із сестрою філософа Софією Шварцман.